# 凯亚布
凯亚布是巴西圣保罗州的一个市镇。总面积251.949平方公里，总人口4242人，人口密度16.8人/平方公里。